# Scaphula minuta
Scaphula minuta is een tweekleppigensoort uit de familie van de Arcidae. De wetenschappelijke naam van de soort is voor het eerst geldig gepubliceerd in 1922 door Ghosh.